# Europees kampioenschap voetbal 2020 (kwartfinale) Tsjechië - Denemarken
Dit artikel gaat over de wedstrijd in de kwartfinales tussen Tsjechië en Denemarken die gespeeld werd op zaterdag 3 juli 2021 in het Olympisch Stadion te Bakoe tijdens het Europees kampioenschap voetbal 2020. Het duel was de 47ste wedstrijd van het toernooi en de 11de van de knock-outfase. Denemarken kwalificeerde zich door een 2–1 zege voor de halve finales, Tsjechië werd uitgeschakeld.

## Voorafgaand aan de wedstrijd
- Tsjechië stond bij aanvang van het toernooi op de veertigste plaats van de FIFA-wereldranglijst.[1] 21 Europese landen en 20 EK-deelnemers stonden boven Tsjechië op die lijst. Denemarken was op de zeventiende plaats terug te vinden.[2] Denemarken kende zes Europese landen en EK-deelnemers met een hogere positie op die ranglijst.
- Tsjechië en Denemarken troffen elkaar voorafgaand aan deze wedstrijd al elf keer. Tsjechië won drie van die wedstrijden, Denemarken zegevierde tweemaal en zes keer eindigde het duel onbeslist. In de groepsfase van het EK 2000 (0–2) en de kwartfinales het EK 2004 (3–0) won Tsjechië van Denemarken.
- Voor Tsjechië was dit zijn zevende (achtereenvolgende) deelname aan een EK-eindronde. Drie keer eerder behoorde Tsjechië bij de laatste acht (of minder) teams bij een EK-eindronde. Denemarken nam voor een negende maal deel aan een EK-eindronde en voor een eerste sinds het EK 2012. Voor een zesde keer behoorde Denemarken bij de laatste acht (of minder) teams bij een EK-eindronde.
- Tsjechië eindigde met vier punten op de derde plaats in groep D met Engeland, Kroatië en Schotland en won in de achtste finales met 2–0 van Nederland. Denemarken plaatste zich voor de kwartfinales door met drie punten op een tweede plaats in groep B met België, Finland en Rusland te eindigen en vervolgens met 0–4 van Wales te winnen.
- De winnaar van deze wedstrijd zou het in de halve finales in het Wembley Stadium gaan opnemen tegen de winnaar van de kwartfinale tussen Oekraïne en Engeland.

## Wedstrijdgegevens[3]
| Datum                  | 3 juli 2021                                                                                    | 3 juli 2021                                                                                    |
| Aftrap                 | 18:00 uur                                                                                      | 18:00 uur                                                                                      |
| Wedstrijdnummer        | 47                                                                                             | 47                                                                                             |
| Stadion                | Olympisch Stadion, Bakoe                                                                       | Olympisch Stadion, Bakoe                                                                       |
| Toeschouwers           | 16.306                                                                                         | 16.306                                                                                         |
| Scheidsrechter         | Björn Kuipers                                                                                  | Björn Kuipers                                                                                  |
| Assistenten            | Sander van Roekel Erwin Zeinstra                                                               | Sander van Roekel Erwin Zeinstra                                                               |
| Vierde official        | Sergej Karasjov                                                                                | Sergej Karasjov                                                                                |
| Videoscheidsrechters   | Pol van Boekel Kevin Blom (assistent) Filippo Meli (assistent) Massimiliano Irrati (assistent) | Pol van Boekel Kevin Blom (assistent) Filippo Meli (assistent) Massimiliano Irrati (assistent) |
| Man van de wedstrijd   | Thomas Delaney                                                                                 | Thomas Delaney                                                                                 |
|                        | Tsjechië                                                                                       | Denemarken                                                                                     |
| Doelpunten             | 1                                                                                              | 2                                                                                              |
| Gele kaarten           | 2                                                                                              | 0                                                                                              |
| Rode kaarten           | 0                                                                                              | 0                                                                                              |
| Wissels                | 5                                                                                              | 5                                                                                              |
| Schoten op doel        | 5                                                                                              | 7                                                                                              |
| Schoten naast doel     | 6                                                                                              | 4                                                                                              |
| Overtredingen          | 9                                                                                              | 10                                                                                             |
| Hoekschoppen           | 9                                                                                              | 7                                                                                              |
| Buitenspel             | 3                                                                                              | 0                                                                                              |
| Passnauwkeurigheid (%) | 78                                                                                             | 76                                                                                             |
| Balbezit (%)           | 53                                                                                             | 47                                                                                             |

| Tsjechië | 1 – 2          | Denemarken |
| (Vladimír Coufal) Patrik Schick 49' | goals (assist) | 5' Thomas Delaney (Jens Stryger Larsen) 42' Kasper Dolberg (Joakim Mæhle) |
| Jaroslav Šilhavý | bondscoach     | Kasper Hjulmand |
| Tomáš Vaclík Vladimír Coufal Ondřej Čelůstka 65' Tomáš Kalas Jan Bořil Tomáš Holeš 46' Tomáš Souček Lukáš Masopust 46' Antonín Barák Petr Ševčík 80' Patrik Schick 79' | opstellingen   | Kasper Schmeichel 81' Andreas Christensen Simon Kjær Jannik Vestergaard 71' Jens Stryger Larsen Pierre Højbjerg 81' Thomas Delaney Joakim Mæhle Martin Braithwaite 59' Kasper Dolberg 60' Mikkel Damsgaard |
| Jakub Jankto 46' Michael Krmenčík 46' Jakub Brabec 65' Matěj Vydra 79' Vladimír Darida 80'                                                                             | wissels        | 59' Yussuf Poulsen 60' Christian Nørgaard 71' Daniel Wass 81' Joachim Andersen 81' Mathias Jensen |
| Michael Krmenčík 84' Tomáš Kalas 86' | gele kaarten   | |
| | rode kaarten   | |